# Абраам Паладино (стадион)
Абраа́м Палади́но (исп. Estadio Abraham Paladino, также известен как «Парке Абраам Паладино») — футбольный стадион в столице Уругвая Монтевидео, принадлежащий клубу «Прогресо».

## История
Футбольный клуб «Прогресо» был основан в 1917 году и в первые годы не имел своего стадиона. В 1925 году президент клуба Овидио Каррика поручил своему помощнику Абрааму Паладино урегулировать вопрос получения земли у руководства Монтевидео под строительство стадиона. Клубу была выделена земля на пересечении улиц Эмилио Ромеро и Конкордия, которая принадлежала Национальному портовому управлению Уругвая. В 1926 году был построен первый стадион, названный «Парке Прогресо». Впоследствии Абраам Паладино стал президентом «Прогресо». В 1932 году стадион претерпел первую реконструкцию, дабы соответствовать требованиям профессионального футбола.
В 1935 году стадион получил название «Парке Мигель Кампомар» — в честь бизнесмена, который помог клубу улучшить стадион для соответствия требованиям АУФ. В 1956 году, после смерти Абраама Паладино, стадион был назван в его честь.
В 1981 году президент Табаре Васкес начал процесс тотальной реконструкции стадиона. Фактически на том же самом месте к 1983 году была построена новая арена, сохранившая прежнее название. Именно на новом «Абрааме Паладино» в 1989 году «Прогресо» выиграл свой первый и единственный титул чемпионов Уругвая.
В 2002 году была сооружена новая трибуна и стадион, в целом, приобрёл современный вид. Трибуны получили названия: основная — «Чемпионы Уругвая 1989» (исп. Campeones Uruguayos 1989), противоположная (гостевая) — «Доктор Табаре Васкес» (исп. Dr. Tabaré Vázquez), южная — «Карлос Вальверде» (исп. Carlos Valverde), северная — «Общность гаучо» (исп. Parcialidad Gaucha).
В августе 2012 года начался новый этап модернизации стадиона.
Вместимость стадиона составляет 5,4 тыс. зрителей, однако в некоторых источниках указываются и другие показатели — вплоть до 8 тыс.